# Hearts and Masks
Pour plus de détails, voir Fiche technique et Distribution.
Hearts and Masks est un film muet américain réalisé par Colin Campbell et sorti en 1914.

## Fiche technique
- Réalisation : Colin Campbell
- Scénario : Colin Campbell, d'après le roman d'Harold McGrath
- Date de sortie : États-Unis : 1er octobre 1914

## Distribution
- Kathlyn Williams
- Wheeler Oakman
- Charles Clary
- Fred Huntley
- Eugenie Besserer
- Tom Mix
- Old Blue, le cheval de Tom Mix